# Canta la hierba
Canta la hierba (en inglés, The Grass is Singing) es la primera novela de la escritora británico-zimbabuense nacida en Irán Doris Lessing, publicada en 1950. Toma lugar en el África Meridional bajo dominio británico, en lo que hoy es Zimbabue. La historia se centra en la segregación racial de la época y la forma en que las mujeres encaminaban su vida hacia el matrimonio.
Mary Turner, sudafricana blanca hija de granjeros expatriados del Reino Unido, se casa con Richard Turner, granjero decadente del velt meridional africano. Lessing comenzó a escribirla en sus últimos años como habitante de Rodesia del Sur (actual Zimbabue), donde residió desde los seis años hasta los veintinueve.